# Йолан Кукла
Йолан Кукла  (англ. Yolane Kukla, 29 вересня 1995) — австралійська плавчиня, олімпійська чемпіонка.

## Виступи на Олімпіадах
| Олімпіада   | Дисципліна                      | Місце |
| ----------- | ------------------------------- | ----- |
| Лондон 2012 | естафета 4 × 100 вільним стилем | 1     |